# Kettenmorde
Mit dem Begriff Kettenmorde (persisch قتل‌های زنجیره‌ای Ghatlhaye Zanjirei, DMG qatlhā-ye zanǧīre’ī) wird eine systematische Serie von Morden und des Verschwindenlassens von Personen in den 1990er Jahren in der Islamischen Republik Iran bezeichnet, der vor allem oppositionelle Intellektuelle zum Opfer fielen. Mehrere Geheimdienstmitarbeiter wurden 2001 in einem sehr umstrittenen Prozess wegen Mordes verurteilt. Als ihr vorgeblich alleinverantwortlicher Auftraggeber wurde offiziell der stellvertretende Informationsminister Said Emami benannt, der sich im Gefängnis das Leben genommen haben soll. Weithin wird jedoch angenommen, dass die Befehlsgeber aus den höchsten Rängen der iranischen Staatsführung stammten. Da die Morde an den Dissidenten keinesfalls als vom Staat angeordnet wahrgenommen werden sollten, ging der ausführende Geheimdienst verdeckt vor. Zu den verwendeten Mordarten gehörten inszenierte Autounfälle, Raubüberfälle mit Schießereien, Hinrichtungen durch Messerstechereien, Erdrosselungen sowie Giftspritzen mit einer Kalium-Verbindung, mit denen ein Herzinfarkt vorgetäuscht wurde.

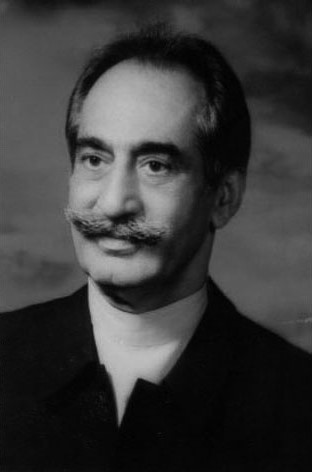
Dariusch Foruhar

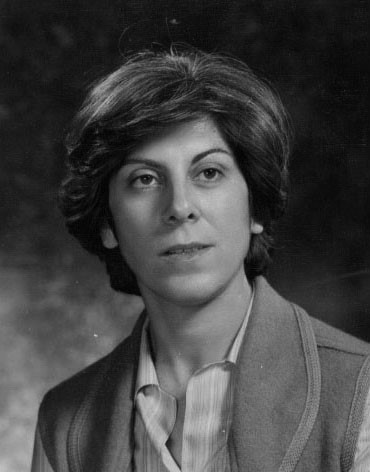
Parvaneh Eskandari Foruhar

## Geschichte
Obwohl die systematische Mordserie sich über mehrere Jahre erstreckte und die Liste der Opfer bereits 80 Schriftsteller, Übersetzer, Dichter, politische Aktivisten und einfache Bürger enthielt, spitzte sich die Lage erst gegen Ende des Jahres 1998 zu, als drei oppositionelle Schriftsteller (Mohammad Mochtari, Mohammad Dscha’far Puyandeh, Javad Sharif) sowie der ehemalige Arbeitsminister Dariush Forouhar und dessen Ehefrau Parvaneh Eskandari Foruhar innerhalb von zwei Monaten ermordet wurden.
Nach einem öffentlichen Aufschrei, verbunden mit journalistischen Nachforschungen im Iran und einer Steigerung der internationalen Aufmerksamkeit, verkündeten die Staatsanwälte Mitte 1999, dass allein Said Emami, der damalige stellvertretende Informationsminister, für diese Aktivitäten des iranischen Informations- und Sicherheitsministeriums VEVAK verantwortlich gewesen sei. Nach seinem Suizid im Gefängnis könne er aber nicht mehr zur Rechenschaft gezogen werden. In einem Gerichtsverfahren, das „die Familien der Opfer und internationale Menschenrechtsorganisationen als eine Farce bezeichneten“ und dessen Ausgang sie weitgehend ablehnten, wurden vorerst drei Agenten des Informations- und Sicherheitsministeriums im Jahr 2001 zum Tode und 12 weitere Beamte des VEVAK, die am Tod zweier Opfer beteiligt waren, zu Haftstrafen verurteilt. Das oberste Gericht des Iran wandelte im Jahr 2003 zwei Todes- in lebenslange Haftstrafen um.
Mit der Präsidentschaft Mohammed Chatamis war seit 1997 die Bewegung 2. Khordad entstanden (die Bewegung um Chatami), die sich für mehr kulturelle und politische Freiheiten einsetzte. Viele Iraner und Nicht-Iraner betrachten die Kettenmorde als einen Versuch der Staatsgewalt, diese Reformbewegung zum Erliegen zu bringen und dass „die Sündenböcke der systematischen Ermordung von Dissidenten und Intellektuellen auf Befehl von oben handelten“, wobei mit „oben“ die Haupttäter gemeint waren, denen „einige bekannte Kleriker angehörten.“ Die Hardliner bzw. der Klerus, der hauptsächlich mit diesen Morden in Verbindung gebracht wird, behaupteten, dass „ausländische Mächte“, insbesondere Israel, diese Verbrechen begangen hätten.
Ein Zeichen dafür, dass die Obrigkeit die Serienmorde nicht lückenlos aufdeckte, war das Attentat auf Said Hajjarian, einen Zeitungsverleger und ehemaligen ranghohen Beamten des iranischen Informations- und Sicherheitsministeriums, der eine Schlüsselrolle in der Aufarbeitung der Kettenmorde spielte. Am 12. März 2000 wurde in der Teheraner Innenstadt von einem vorbeifahrenden Motorrad aus kürzester Distanz zweimal auf Hajjarian geschossen. Er überlebte das Attentat, ist aber seither gelähmt.
Der Begriff Kettenmord hat sich innerhalb der iranischen Bevölkerung eingeprägt, da die ersten Opfer erdrosselt aufgefunden wurden.

## Prozess
Der Prozess, der durch Akbar Gandschis sowie Said Hajjarians Veröffentlichungen in die Wege geleitet wurde, führte zur Verurteilung von 13 der 18 Angeklagten (alle Geheimdienstmitarbeiter), drei davon zum Tode. Das Revisionsgericht wandelte die Todesstrafe in zehn Jahre Haft und die anderen Strafen in kurze Haftstrafen um. Die Auftraggeber bzw. Hintermänner, die Gandschi beschrieb, konnten insbesondere durch die Streichung der Aussagen Said Emamis, des führenden Geheimdienstmitarbeiters in den Prozessakten sowie dessen Suizid in der Untersuchungshaft mittels Enthaarungsmittels – wie die offizielle Version lautet – nie ermittelt werden.